# Styringomyia fumitergata
Styringomyia fumitergata är en tvåvingeart som beskrevs av Alexander 1964. Styringomyia fumitergata ingår i släktet Styringomyia och familjen småharkrankar. Inga underarter finns listade i Catalogue of Life.